# Isaías Llopis y Sánchez
Isaías Llopis y Sánchez (Dolores, 1812-Madrid, 1882) fue un dibujante, grabador y calígrafo español.

## Biografía
Dibujante y calígrafo nacido en la localidad alicantina de Dolores el 30 de septiembre de 1812. Hizo sus primeros en la Escuela de Bellas Artes de Murcia y los terminó en la de Barcelona, dedicándose en un principio a la pintura, en la que dejó diversos cuadros. Sin embargo, no pudiendo según Ossorio y Bernard dominar la admiración que le produjeron los grabados del célebre Morghen, la cambió muy pronto por la pluma.
Entre sus creaciones figuraron los retratos de los señores conde de San Luis (propiedad del mismo), Rafael Navascués, Bravo Murillo, Narváez, el del propio Llopis, los de los pintores Rafael y Velázquez, y dos copias de dos Sacras Familias del primero, una de las cuales se ubicó en el oratorio particular de Palacio.
Fueron también obra suya la portada de un Album regalado en 1871 por los liberales valencianos a la duquesa viuda de Prim, El venerable Palafox de Mendoza, ofrecido en 1875 a Alfonso XII por el autor, y un San Bartolomé, copia de Ribera. Fue miembro de varias sociedades artísticas y científicas. Habría tenido que terminar abandonando su carrera para dedicarse a trabajos ajenos a las bellas artes. Falleció en Madrid en 1882.